# يوهان كونجيو
يوهان كونجيو (بالفرنسية: Yohan Congio)‏ (12 مايو 1984 في فرنسا - ) هو لاعب كرة قدم فرنسي في مركز الدفاع. لعب مع نادي سيت ونادي مونبلييه ونادي كاليه ‏ وBergerac Périgord FC ‏.

## وصلات خارجية
- يوهان كونجيو على موقع رابطة كرة القدم الفرنسية للمحترفين (الإنجليزية)
- يوهان كونجيو على موقع قاعدة بيانات كرة القدم.إي يو (الإنجليزية)